# Masameer: The Movie
Masameer: The Movie (en árabe, مسامير: الفيلم) es una película de superhéroes y comedia animada para adultos saudí de 2020 dirigida por Malik Nejer (en su debut como director) y escrita por Nejer y Abdulaziz Almuzaini. Está basada en la serie web Masameer de creada por Faisal Al-Amer y Malik Nejerem. Es la primera película animada realizada en su totalidad en Arabia Saudita.

## Sinopsis
Una joven apasionada por la Inteligencia artificial que desea tener un impacto positivo en el mundo mientras, al mismo tiempo, tres amigos: Saad, Saltooh y Kalb, se unen como superhéroes que luchan contra el crimen.

## Reparto
- Shahad Alahmari como Dana
- Yousef Aldakheel como Satam
- Lama Alfard como Mamá de Dana / Reportera
- Abdulaziz Almuzaini como Papá de Dana / Fazeea
- Mazroa Almazroa como Saleh / Capitán Manteqi / Rbeaan
- Hamad Almutaani como Emam
- Shaalan Alshaalan como Sulaiteen
- Abdulaziz Alshehri como Bandar / Manea
- Riyad Alsalhani como Non
- Sulaiman Alnazha

## Lanzamiento
Se estrenó el 9 de enero de 2020 en cines árabes. Su estrenó internacional se dio el 19 de marzo de 2020 en Netflix.

## Futuro
El 16 de septiembre de 2020, Myrkott Animation Studio firmó un acuerdo de exclusividad con Netflix de 5 años para producir programas y películas enfocados en la sociedad saudí con un enfoque en producir más de Masameer. La temporada 2 de Masameer County se estrenó el 2 de marzo de 2023 en su plataforma.